# جانی گرین
جانی گرین (انگلیسی: Johnny Green؛ ۱۰ اکتبر ۱۹۰۸ – ۱۷ مهٔ ۱۹۸۹) یک موسیقی‌دان اهل ایالات متحده آمریکا بود. وی بین سال‌های ۱۹۳۰ تا ۱۹۸۹ میلادی فعالیت می‌کرد.

## جوایز
وی برنده جوایزی همچون جایزه اسکار بهترین موسیقی فیلم شده است.

## فیلم‌شناسی
- شهرستان رینتری
- مگر آنها اسب‌ها را خلاص نمی‌کنند؟
- یک آمریکایی در پاریس
- اولیور!